# Alessandro Hojabrpour
Alessandro Feridun Hojabrpour (in persiano آلساندرو فریدون هژبرپور‎; Burnaby, 10 gennaio 2000) è un calciatore canadese, centrocampista del Forge.

## Biografia
È nato in Canada da madre italiana e padre iraniano.

## Caratteristiche tecniche
Ricopre il ruolo di centrocampista difensivo.

## Carriera

### Club
Hojabrpour ha iniziato la sua carriera calcistica in Canada con Italian Canadian SF, Vancouver Whitecaps e Coquitlam Metro-Ford. Dal 2017 al 2018 ha giocato in Bulgaria nel settore giovanile della Lokomotiv Plovdiv e nel gennaio 2019 ha fatto ritorno in patria firmando un contratto professionistico con il Pacific. Ha debuttato il 12 maggio 2019 nell'incontro di Canadian Premier League pareggiato 0-0 contro l'FC Edmonton. Al termine della stagione ha rinnovato il contratto per le competizioni in programma nel 2020, ed in seguito anche per quelle del 2021.
Il 5 dicembre 2021 ha segnato il gol decisivo contro il Forge che ha consegnato il titolo di campione del Canada ai Tridens, il primo nella loro storia. Successivamente è stato premiato come miglior giocatore Under-21 della competizione.
Al termine della stagione ha deciso di non prolungare il contratto con il club ed il 12 gennaio 2022 ha firmato con il Forge. Il 30 ottobre seguente si è rivelato nuovamente decisivo nell'assegnazione del titolo segnando il primo dei due gol con cui la sua squadra ha battuto l'Atlético Ottawa.

### Nazionale
Nel 2017 con nazionale canadese Under-17 ha partecipato al Campionato nordamericano di categoria, dove ha giocato 3 incontri ed ha segnato una rete.

## Statistiche

### Presenze e reti nei club
Statistiche aggiornate al 24 marzo 2024.
| Stagione        | Squadra         | Campionato      | Campionato | Campionato | Coppe nazionali | Coppe nazionali | Coppe nazionali | Coppe continentali | Coppe continentali | Coppe continentali | Altre coppe | Altre coppe | Altre coppe | Totale | Totale | Totale |
| Stagione        | Squadra         | Comp            | Pres       | Reti       | Comp            | Pres            | Reti            | Comp               | Pres               | Reti               | Comp        | Pres        | Reti        | Pres   | Reti   |        |
| --------------- | --------------- | --------------- | ---------- | ---------- | --------------- | --------------- | --------------- | ------------------ | ------------------ | ------------------ | ----------- | ----------- | ----------- | ------ | ------ | ------ |
| 2019            | Pacific         | CPL             | 22         | 0          | CC              | 2               | 0               |                    | -                  | -                  | -           | -           | -           | 24     | 0      |        |
| 2020            | Pacific         | CPL             | 10         | 0          | CC              | 1               | 0               |                    | -                  | -                  | -           | -           | -           | 11     | 0      |        |
| 2021            | Pacific         | CPL             | 26         | 2          | CC              | 3               | 0               |                    | -                  | -                  | -           | -           | -           | 29     | 2      |        |
| 2022            | Forge           | CPL             | 29         | 3          | CC              | 2               | 0               | CCL                | 2                  | 0                  | -           | -           | -           | 33     | 3      |        |
| 2023            | Forge           | CPL             | 24         | 1          | CC              | 3               | 0               |                    | -                  | -                  | -           | -           | -           | 27     | 1      |        |
| 2024            | Forge           | CPL             | 0          | 0          | CC              | 0               | 0               | CCL                | 2                  | 0                  | -           | -           | -           | 2      | 0      |        |
| Totale carriera | Totale carriera | Totale carriera | 111        | 6          |                 | 11              | 0               |                    | 4                  | 0                  |             | -           | -           | 126    | 6      |        |

## Palmarès

### Club

#### Competizioni nazionali
- Canadian Premier League: 3

Pacific: 2021
Forge: 2022, 2023

### Individuale
- Miglior giocatore Under-21 della Canadian Premier League

2021